# Campeonato Mundial de Dardos PDC 2023

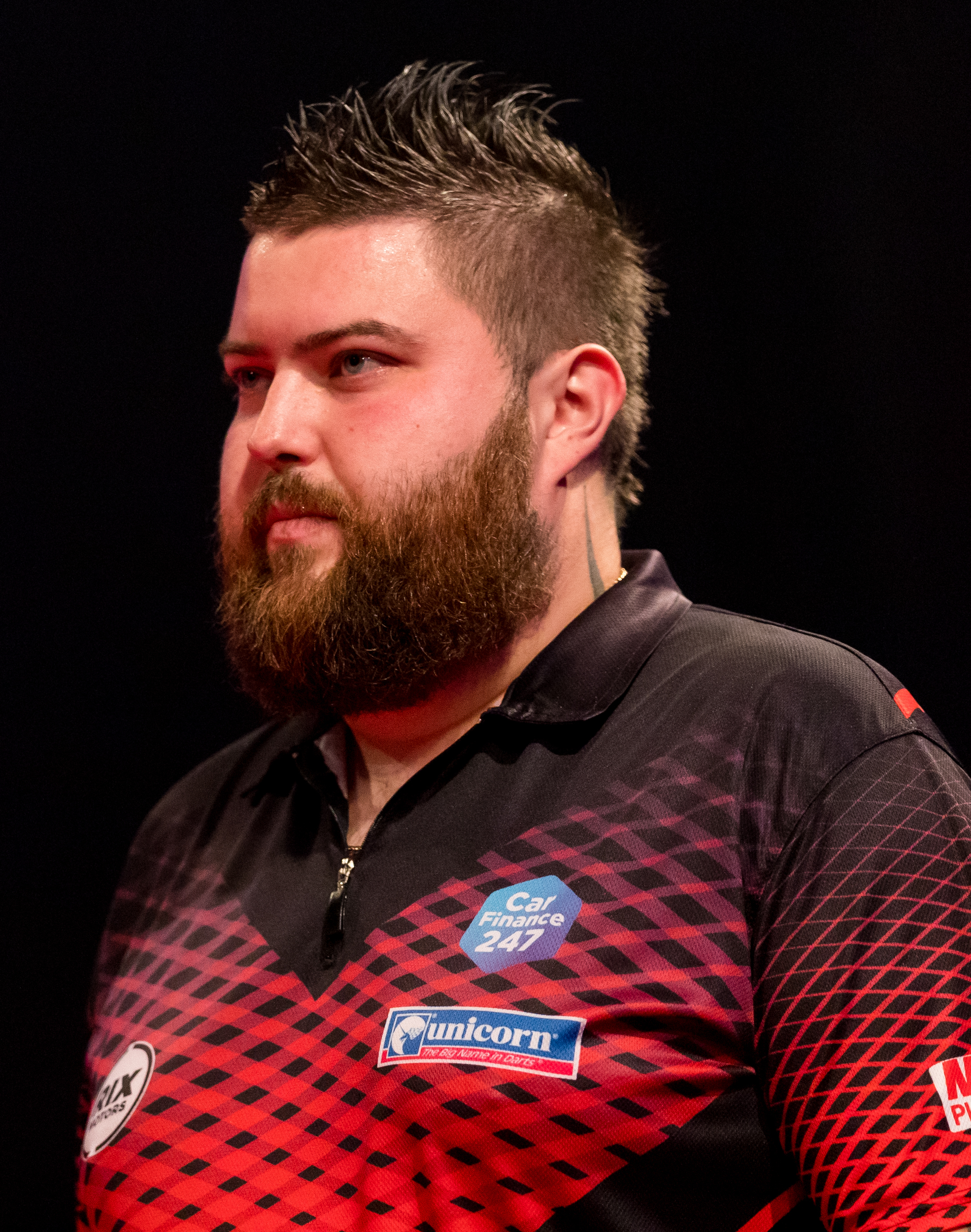
Michael Smith ganó el Campeonato Mundial de Dardos de PDC por primera vez

El Campeonato Mundial de Dardos PDC 2023 (oficialmente el Campeonato Mundial de Dardos Cazoo 2022/23) fue un evento profesional de dardos que tuvo lugar en el Alexandra Palace de Londres del 15 de diciembre de 2022 al 3 de enero de 2023. Fue el 30° Campeonato Mundial de Dardos organizado por Professional Darts Corporation desde que se separó de la ahora desaparecida Organización Británica de Dardos .
Peter Wright era el campeón defensor, después de haber derrotado a Michael Smith 7-5 en la final del año anterior, pero perdió 4-1 ante Kim Huybrechts en la tercera ronda.
Smith derrotó a Michael van Gerwen 7-4 en la final, ganando su primer título mundial y alcanzando el número uno mundial en la Orden del Mérito de PDC por primera vez. Smith acertó el único final de nueve dardos del torneo en la final, con el marcador 1-0 en sets para van Gerwen y 1-1 en piernas. Van Gerwen había lanzado ocho dardos en los triples y falló un dardo en el doble 12 para terminar él mismo con nueve dardos en la misma etapa.
Steve Beaton hizo una aparición consecutiva número 32 en el Campeonato del Mundo, pero perdió en la primera ronda ante Danny van Trijp. El holandés Raymond van Barneveld se convirtió en el segundo jugador en hacer 30 apariciones en el Campeonato Mundial.

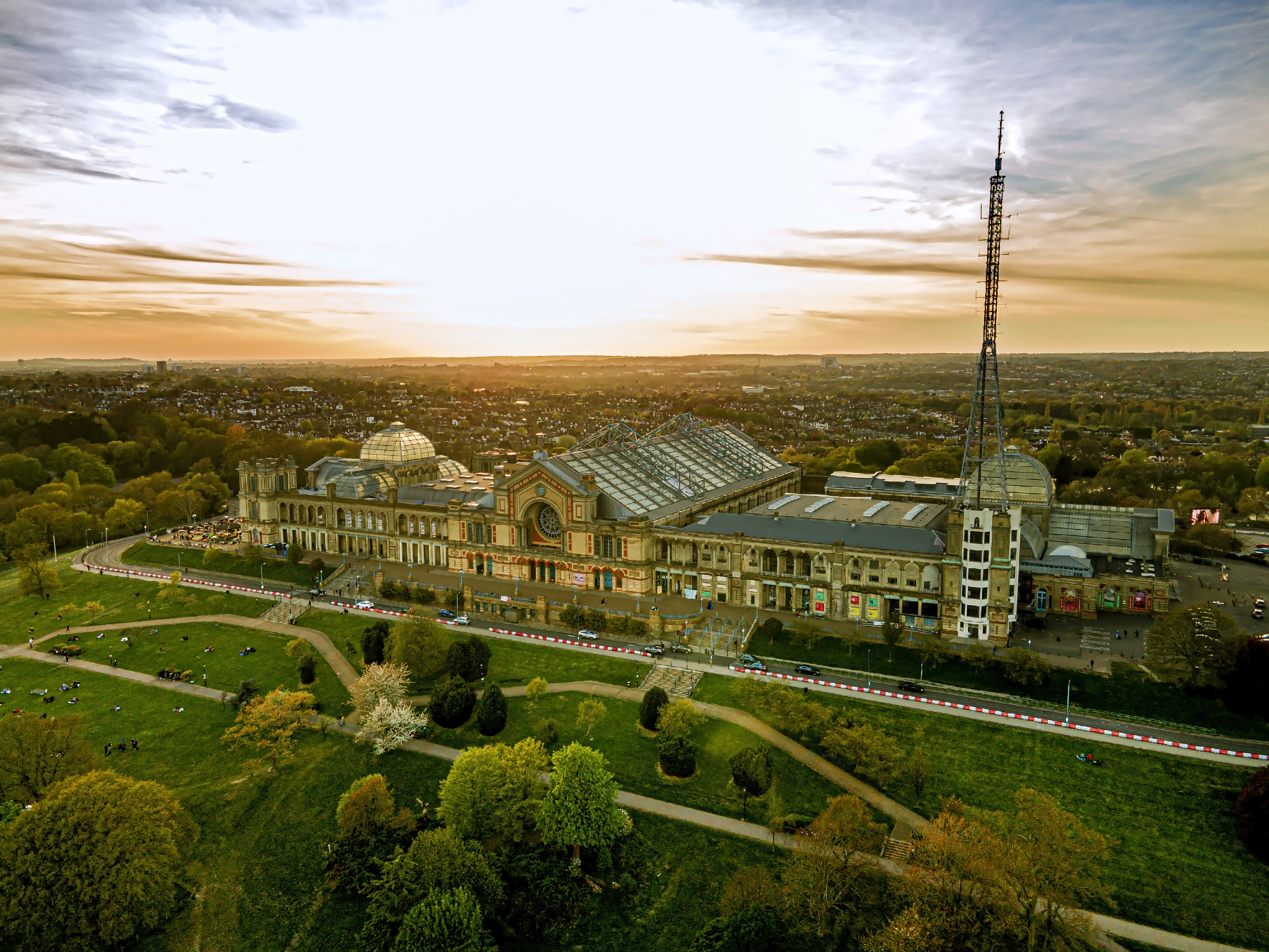
Alexandra Palace de Londres, sede del evento

En enero de 2022, se anunció que el minorista de automóviles en línea Cazoo se convertiría en el nuevo patrocinador principal en un contrato de varios años. El acuerdo puso fin a 20 años del torneo patrocinado por casas de apuestas, con Ladbrokes patrocinando el evento de 2003 a 2014, antes de que William Hill patrocinó el evento al año siguiente. El acuerdo fue el quinto título de patrocinio de Cazoo dentro del PDC, luego de los acuerdos para asegurar los derechos de denominación de la Copa Mundial de Dardos, el Campeonato Europeo, el Grand Slam de Dardos y la Premier League Darts. La empresa japonesa Toyo Tires también patrocinó el evento, y los 96 jugadores usaron su logotipo en las mangas.
Como parte de una extensión de contrato de cuatro años firmada en 2021, el evento se llevó a cabo en el Alexandra Palace de Londres, como parte de una extensión de contrato de cuatro años firmada en 2021. El mismo lugar se ha utilizado desde el campeonato de 2008. El tablero de dardos utilizado para el evento fue el Winmau Blade 6 Triple Core, utilizado por primera vez en un Campeonato Mundial de PDC luego del final de la asociación de 25 años de PDC con el fabricante Unicorn en enero de 2022.

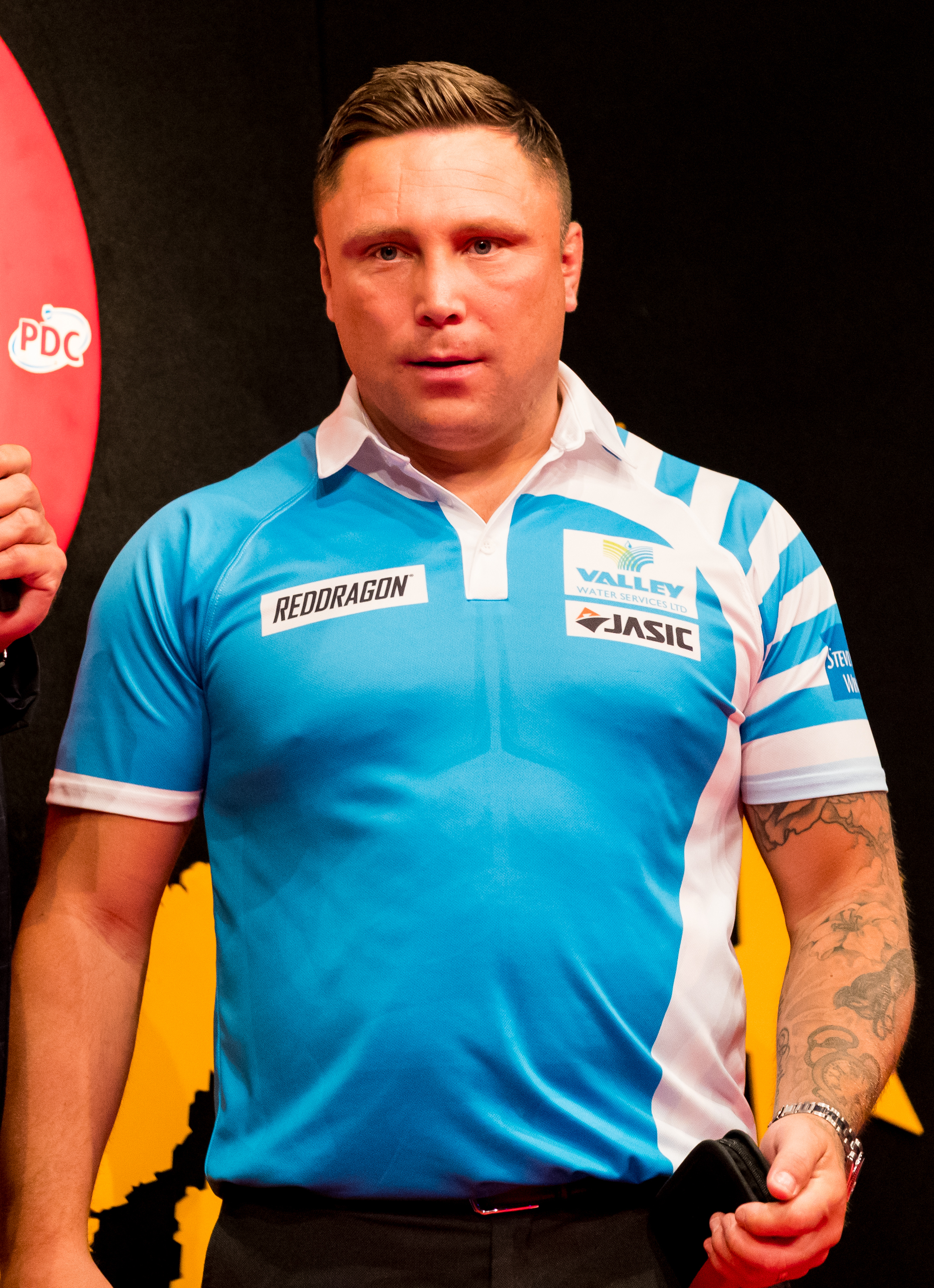
Gerwyn Price, el campeón de 2021

El holandés  Michael van Gerwen partía como favorito para alzarse con su cuarto campeonato, con los comentaristas de Sky Sports Wayne Mardle y Mark Webster apostando por él, mientras que su rival, el galés Gerwyn Price, lo consideraba "the one to beat". El propio Van Gerwen dijo que no tenía nada que demostrar, pero advirtió a sus rivales de que "there is only one more to come", aunque reconoció que al ser favorito era un "big target". Ladbrokes, que volvió a patrocinar el evento como "official betting partner", dio cuotas de 13/5 para Van Gerwen.
Los preparativos de Wright sufrieron un revés en noviembre, cuando su mujer tuvo que ser hospitalizada durante el Grand Slam, tras lo cual se retiró de las Finales del Campeonato de Jugadores, pero declaró a la revista Oche que volvería a tiempo para defender su título.

### Dinero del premio
El premio en metálico del torneo se mantuvo en 2,5 millones de libras esterlinas en total por quinto año consecutivo, y la parte correspondiente al ganador ascendió a 500.000 libras esterlinas. Además, los patrocinadores del torneo, Selco, crearon un bote especial de 100.000 libras en caso de que un jugador acertara dos dianas de nueve dardos. El jugador recibiría 50.000 libras y el resto se dividiría entre Cancer Research UK y un miembro del público elegido al azar. Gerwyn Price lo describió como una "gran iniciativa", especialmente en medio de la crisis del coste de la vida en el Reino Unido. Además, el ganador del torneo recibe el Trofeo Sid Waddell, que lleva el nombre del antiguo comentarista fallecido en 2012.
| Posición (nº de jugadores)     | Posición (nº de jugadores) | Dinero del premio (Total: £2,500,000) |
| ------------------------------ | -------------------------- | ------------------------------------- |
| Ganador                        | (1)                        | 500.000 libras esterlinas             |
| Subcampeón                     | (1)                        | £ 200,000                             |
| semifinalistas                 | (2)                        | £ 100.000                             |
| cuartofinalistas               | (4)                        | £50.000                               |
| Perdedores de la cuarta ronda  | (8)                        | £ 35,000                              |
| Perdedores de la tercera ronda | (16)                       | £ 25,000                              |
| Perdedores de la segunda ronda | (32)                       | £ 15,000                              |
| Perdedores de la primera ronda | (32)                       | £ 7,500                               |

### Formato
Todos los partidos se jugaron como entrada simple, salida doble, lo que requirió que los jugadores anotaran 501 puntos para ganar una etapa, terminando en un doble o en la diana. Los partidos se jugaron en formato de set, siendo cada set al mejor de cinco tramos (primero a tres).
En todas las rondas excepto en la primera, el set decisivo debe ganarse por dos mangas claras, a menos que el marcador del set llegue a 5-5, en cuyo caso se jugará una manga de muerte súbita, sin lanzamiento para el toro en ninguna manga de muerte súbita.

## Calificación
96 jugadores compitieron en el campeonato, con los treinta y dos jugadores mejor clasificados en la Orden de Mérito de PDC sembrados para la segunda ronda, y los siguientes treinta y dos jugadores mejor clasificados de la Orden de Mérito del PDC Pro Tour 2022 y treinta y dos jugadores de las distintas eliminatorias que pasan a la primera ronda.

### semifinales

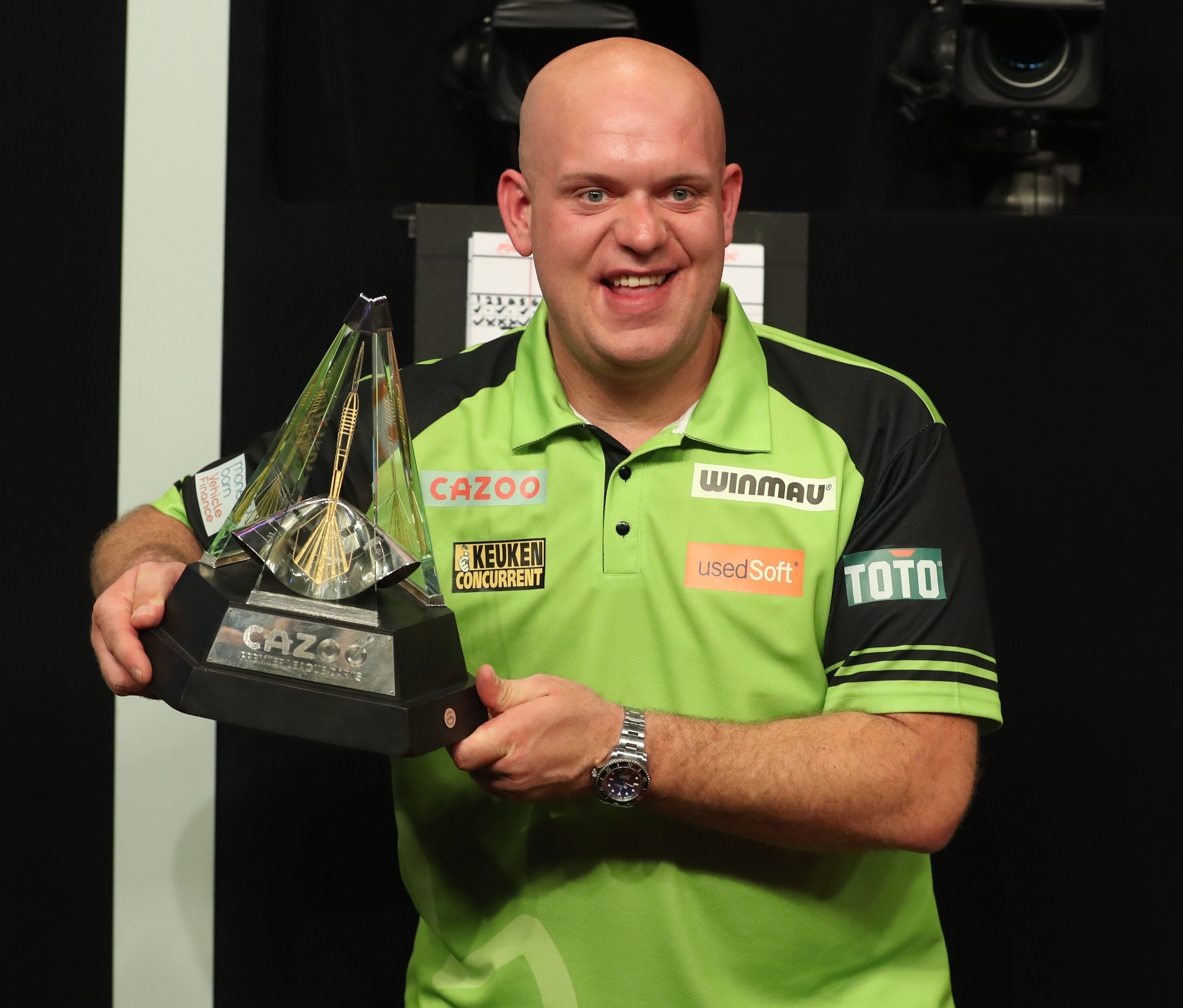
El tres veces campeón mundial de PDC, Michael van Gerwen, llegó a la final por sexta vez en su carrera.

Las semifinales se llevaron a cabo el 2 de enero, con Clemens jugando contra Smith en la primera que se jugó. Los primeros cuatro sets se fueron a los últimos tramos, pero todos fueron agarres de tiro. Smith se llevó el quinto set 3-0, antes de lograr un final de 83 en la diana en el tramo decisivo del sexto set para romper el tiro de Clemens por primera vez. Smith se aferró al séptimo set en otro tramo decisivo para quedarse a un set de distancia. Un quiebre del lanzamiento de Clemens en el tercer tramo le dio a Smith la ventaja en el octavo set que mantuvo, para triunfar 6-2 y clasificarse para su tercera final mundial, y segunda consecutiva.
La segunda semifinal vio a Van den Bergh enfrentarse a Van Gerwen. Van den Bergh rompió el tiro en el primer set al lograr un resultado de 170 en el tercer tramo, pero Van Gerwen inmediatamente se recuperó y mantuvo el set, antes de quebrar a Van den Bergh dos veces en el segundo set para ganarlo 3-0. Van Gerwen anotó el segundo 170 final del partido en el partido de vuelta del tercer set para romper el tiro de Van den Bergh y completó el tercer set 3-0. Van den Bergh logró llevar el cuarto set a un tramo final, pero Van Gerwen rompió su lanzamiento una vez más para tomar una ventaja de 4-0. Van Gerwen obtuvo otra victoria por 3-0 en el quinto set y se llevó el sexto set por el mismo marcador para ganar 6-0 y llegar a su sexta final, habiendo perdido solo tres sets en el torneo hasta ese momento. El promedio de partidos de Van Gerwen de 108.28 es el más alto del torneo hasta el momento.

### Final
La final entre Smith y van Gerwen, una repetición de la final del Campeonato Mundial de Dardos de la PDC de 2019, tuvo lugar el 3 de enero. Smith tiró primero en el set inicial, pero perdió su lanzamiento en la tercera manga tras fallar un dardo para una salida de 127, y Van Gerwen mantuvo el lanzamiento en la siguiente manga para llevarse el primer set. En la tercera manga del segundo set, Van Gerwen falló un doble 12 para un final perfecto de nueve dardos y Smith acertó inmediatamente la misma diana para una manga perfecta propia, antes de ganar la siguiente manga para igualar el marcador del set. Smith se llevó el tercer set por 3-2, pero Van Gerwen volvió a igualar la contienda con un 3-0 en el cuarto set. Van Gerwen ganó la manga decisiva en el siguiente set para recuperar la ventaja, pero una victoria por 3-1 de Smith restableció la igualdad. Parecía que Van Gerwen se iba a llevar el séptimo set tras ganar las dos primeras mangas, pero Smith contraatacó y logró ganar una manga decisiva para superar el ecuador del partido.
En el octavo set fue el turno de Smith de tomar una ventaja de dos mangas, y a diferencia del set anterior la ventaja no fue cedida, llevándose Smith el set por 3-1. Con Van Gerwen ahora bajo una enorme presión, Smith se llevó el noveno set por 3-0 y se colocó a uno del Campeonato. El décimo set se decidió en la última manga, que Van Gerwen logró ganar para mantener vivo el partido. Van Gerwen se llevó las dos primeras mangas del siguiente set, pero Smith remontó y estableció una manga decisiva para el Campeonato. Smith abrió la manga decisiva con dos 180 y cerró con un doble ocho para proclamarse Campeón del Mundo por primera vez. La victoria también colocó a Smith en lo más alto de la Orden de Mérito de la PDC por primera vez.

## Derechos de retransmisión
En el Reino Unido y la República de Irlanda, el evento fue transmitido por Sky Sports como parte de un contrato de siete años firmado en 2017 con el PDC. La cobertura de Sky Sports estuvo a cargo de Emma Paton, quien reemplazó a Laura Woods en el papel luego de su partida a ITV Sport a principios de 2022. Los expertos del evento incluyeron a los ex campeones mundiales John Part y Mark Webster, además de Wayne Mardle y Laura Turner . El campeonato fue el primero desde la muerte de los comentaristas de Sky Sports John Gwynne y Nigel Pearson . Como parte de una extensión de contrato de dos años firmada en 2021, el torneo también se transmitió a través de la estación de radio Talksport, con los exjugadores Paul Nicholson y Chris Mason entre el equipo de comentaristas.
En los Países Bajos, el torneo se transmitió en el servicio de transmisión por suscripción Viaplay . La cobertura alemana se emitió en Sport1 y logró una audiencia récord de dardos en Alemania para la semifinal de Gabriel Clemens.